# Frank Borkowski
Frank Borkowski (* 26. Juli 1969) ist ein ehemaliger deutscher Judoka, der 1990 Europameisterschaftsdritter war.

## Sportliche Karriere
Frank Borkowski kämpfte meist im Halbschwergewicht, der Gewichtsklasse bis 95 Kilogramm. Er startete in der DDR für den SC Dynamo Hoppegarten.
Nachdem er 1987 Fünfter bei den Junioreneuropameisterschaften geworden war, siegte er 1988 in Wien, wobei er im Finale den Westdeutschen Volker Heyer bezwang. 1989 erkämpfte Borkowski Bronze im Schwergewicht.
1990 gewann Borkowski zwei DDR-Meistertitel. Sowohl im Halbschwergewicht als auch in der offenen Klasse bezwang er im Finale Mike Hax. Bei den Europameisterschaften 1990 in Frankfurt am Main unterlag er im Halbfinale dem Franzosen Stéphane Traineau, den Kampf um eine Bronzemedaille gewann er gegen den Rumänen Radu Ivan. Borkowski war auch nach der Wende noch aktiv, konnte aber nicht mehr an seine Erfolge bis 1990 anknüpfen.